# Lac Kaptai
Le lac Kaptai est le plus grand lac artificiel du Bangladesh. Il est situé dans le Kupazila de Kaptai, dans le district de Rangamati de la division de Chittagong. Le lac a été créé à la suite de la construction du barrage de Kaptai sur la rivière Karnaphuli, dans le cadre du projet hydroélectrique de Karnaphuli. La profondeur moyenne du lac Kaptai est de 30 m et la profondeur maximale est de 150 m.

## Histoire
Le gouvernement du Pakistan oriental a commencé la construction du réservoir de la centrale hydroélectrique en 1956. En conséquence, 220 km2 de terres agricoles du district de Rangamati ont été submergées par le lac. Le projet hydroélectrique, financé par les États-Unis, a été achevé en 1962. International Engineering Company et Utah International Inc. ont obtenu le contrat de construction du barrage. Ce dernier a une longueur de 670,8 m et une hauteur de 54,7 m, et a un déversoir de crue de 227 m de long, contenant 16 portes. 129 000 m3/s peuvent passer à travers le déversoir.

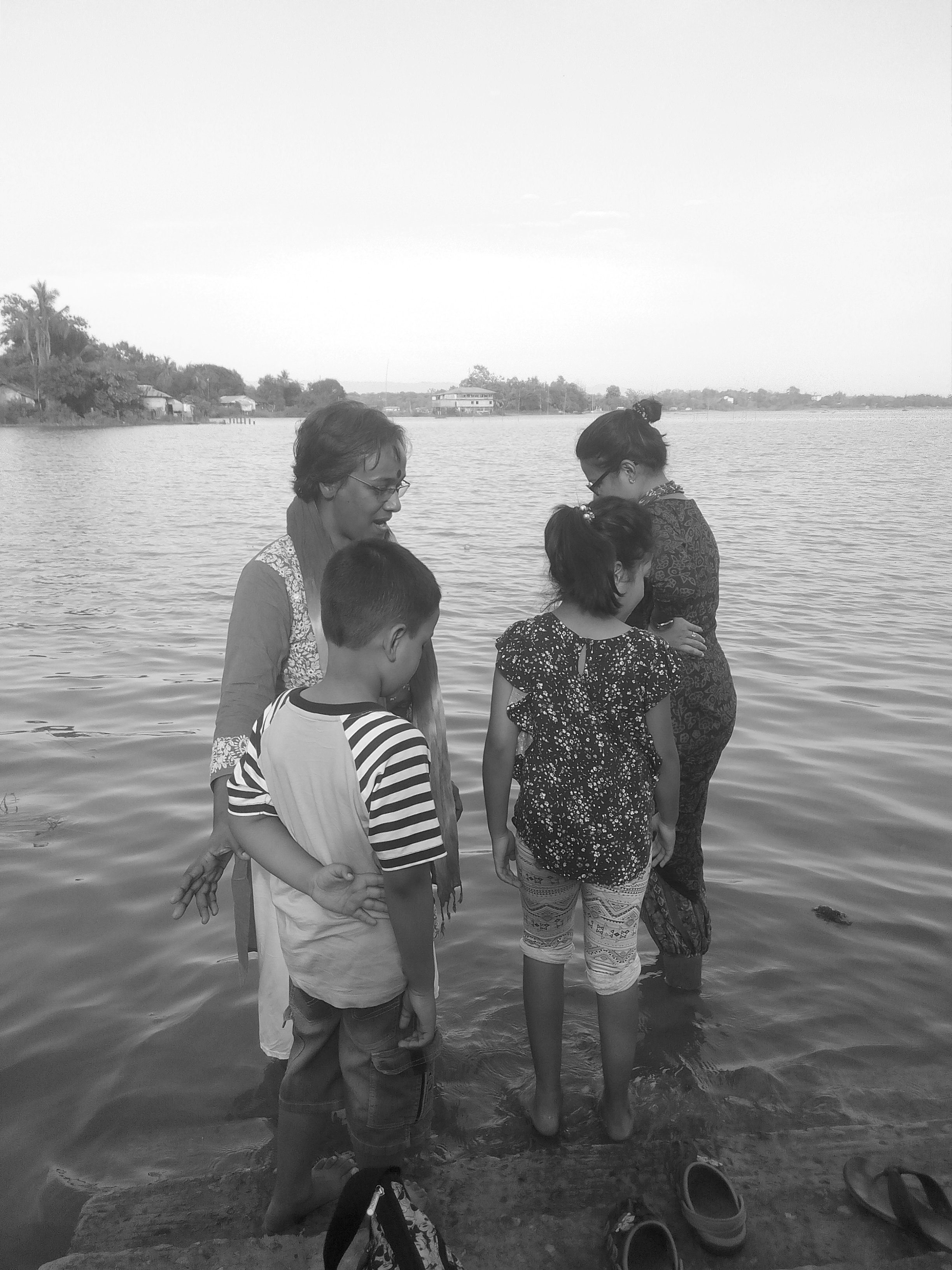
Une visite familiale au lac Kaptai

Les terres submergées à la suite de la construction du barrage représentaient 40% du total des terres arables de la région. De plus, 75 km2 de forêts appartenant au gouvernement, et 610 km2 d’autres forêts, ont été submergés. Environ 18 000 familles, représentant un total de près de 100 000 personnes, ont également été déplacées. Le palais du roi des Chakmas a aussi été inondé, et est désormais submergé.

## Catastrophe écologique
Les dégâts écologiques subis par le lac, récemment [Quand ?] évalués, montrent que la pollution de l'eau par l'utilisation d'engrais et de pesticides autour du lac affecte la vie dans l'eau. En 1966, la part des gros poissons dans la production totale de poisson était de 78%, elle n'était plus que de 2% en 1993. En outre, il est signalé que plus de cinq tonnes d'excréments humains et d'autres déchets se déversent dans le lac chaque jour. Alors que 85% de la population vivant autour du lac dépend de l’eau pour boire, cuisiner et se laver, les risques pour la santé ont fortement augmenté.

## Galerie

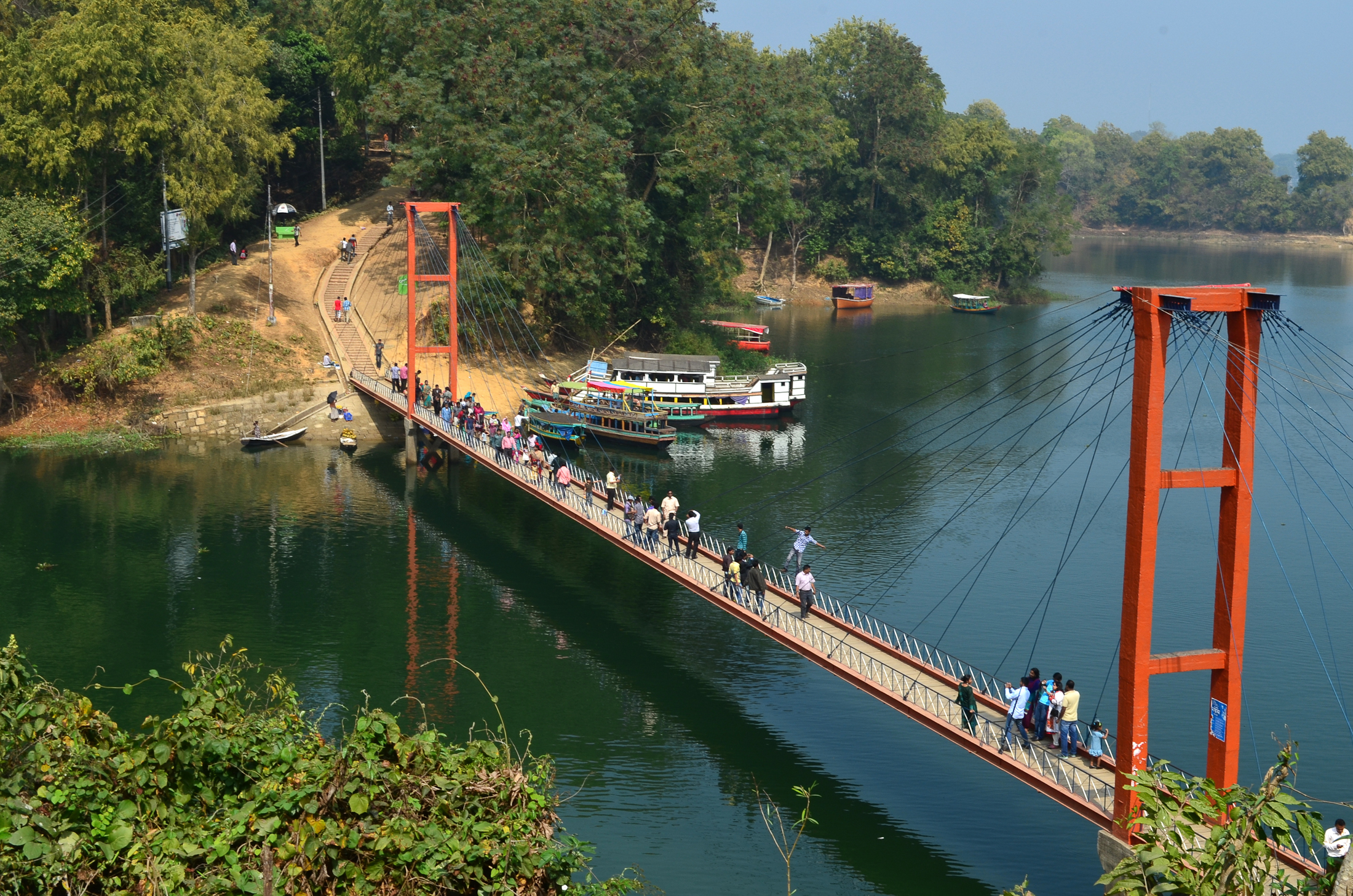
Pont suspendu
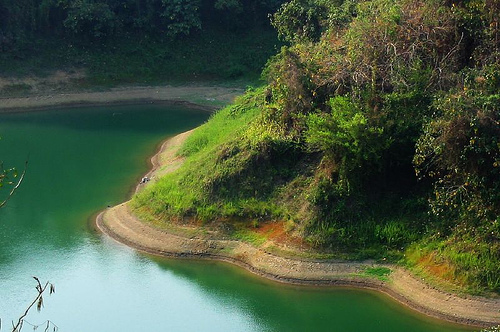
Le lac
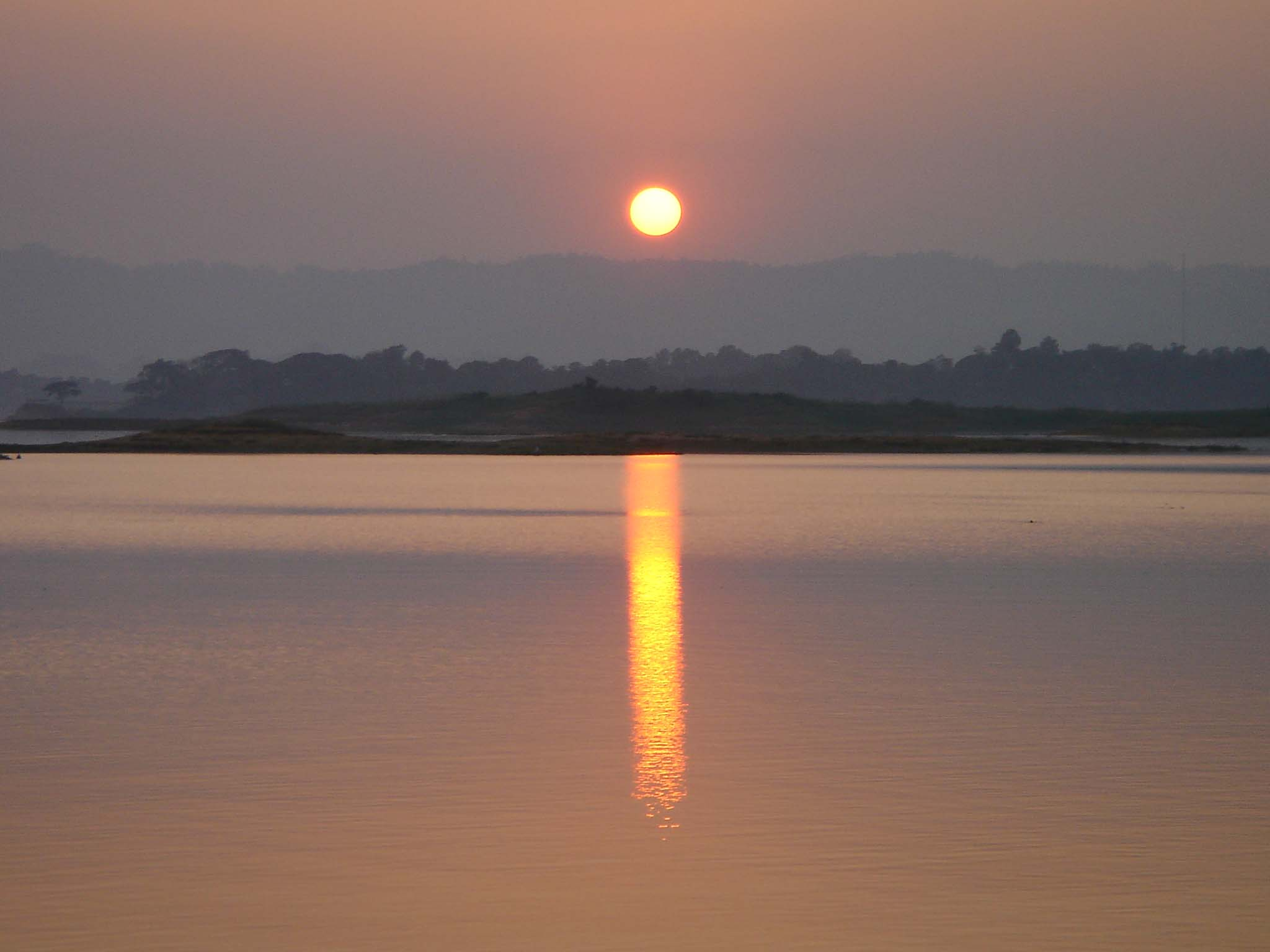
Coucher de soleil sur le lac
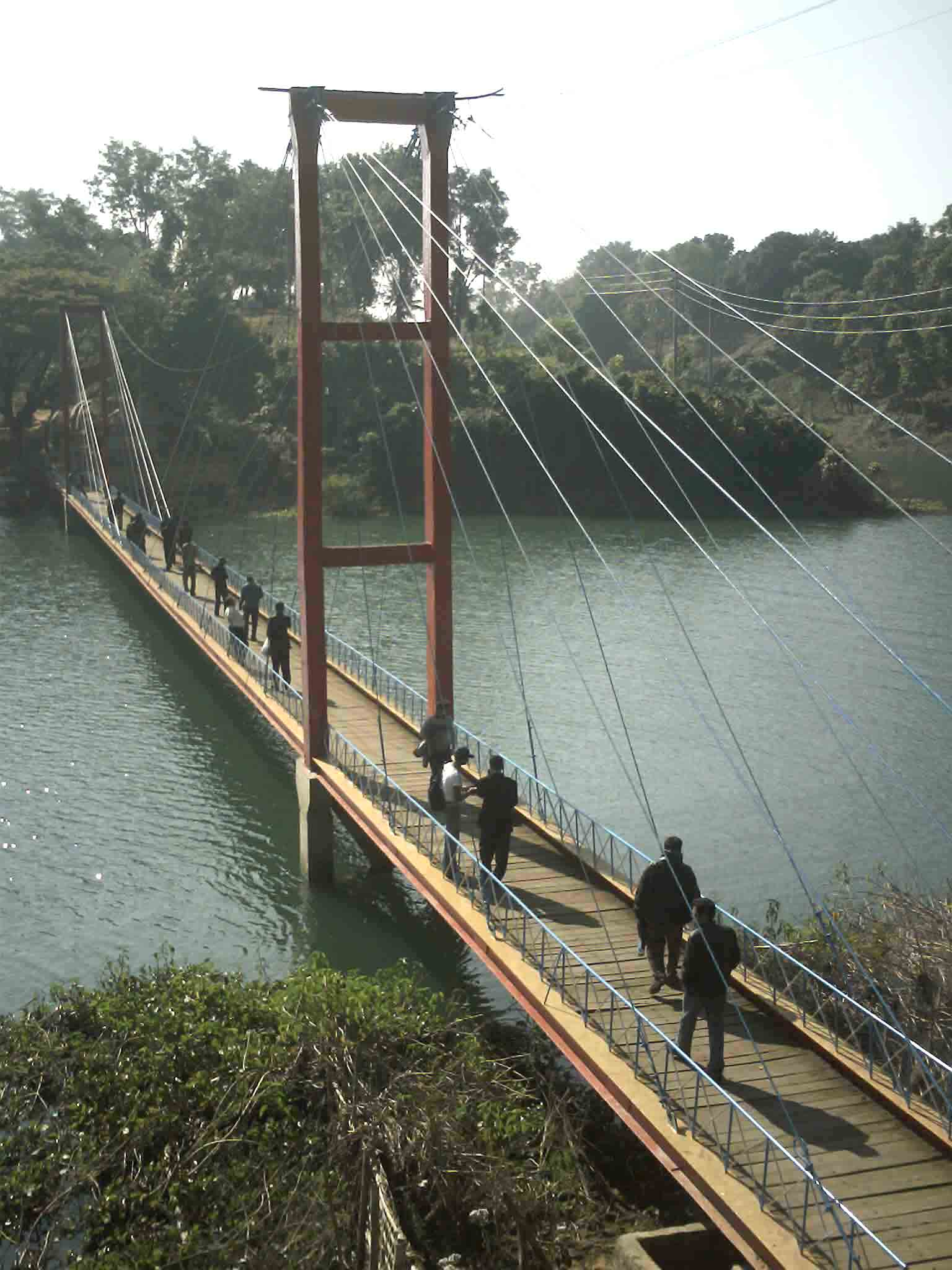
Pont sur le lac
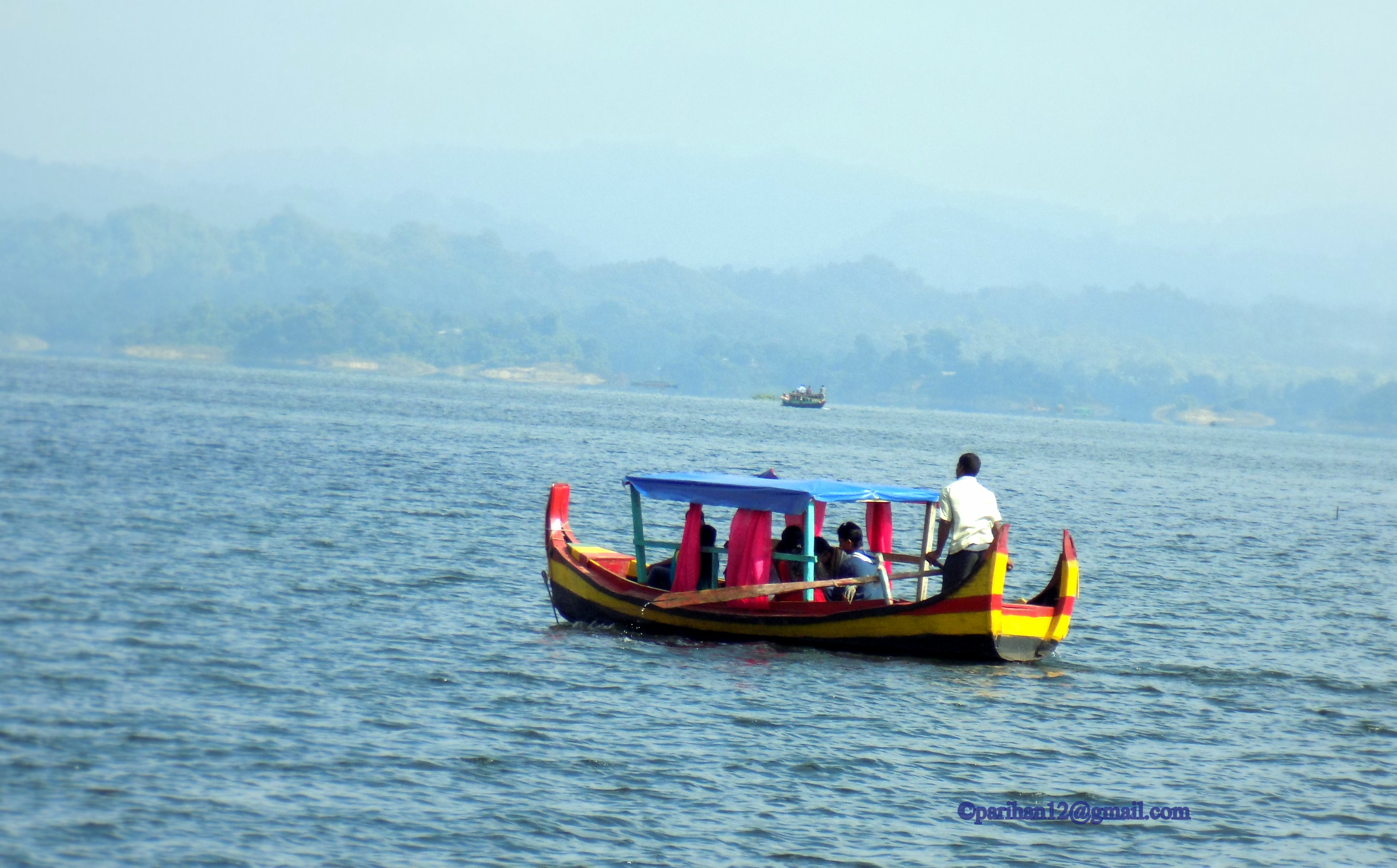
Bateau sur le lac
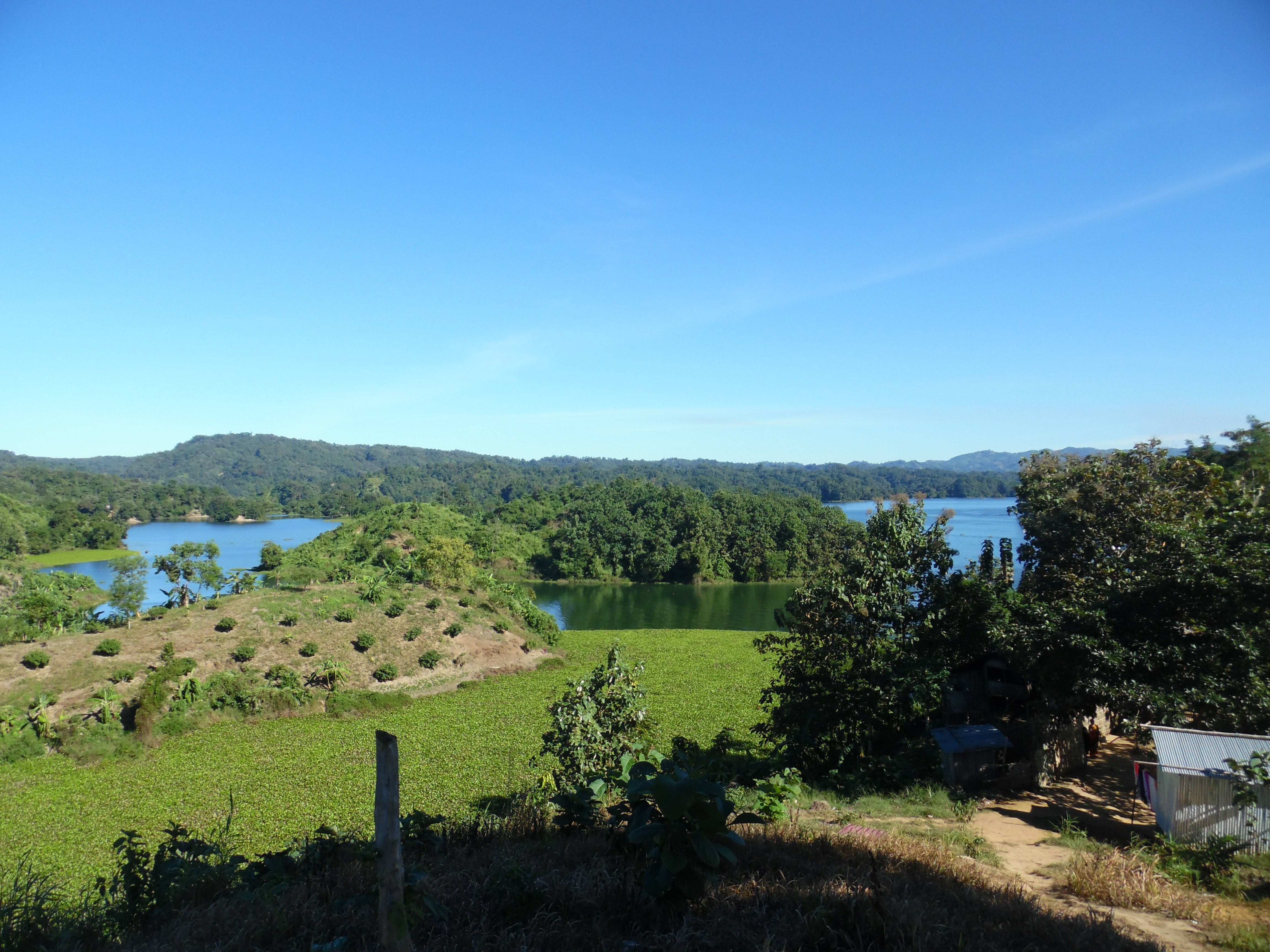
Vue du lac Kaptai, Rangamati
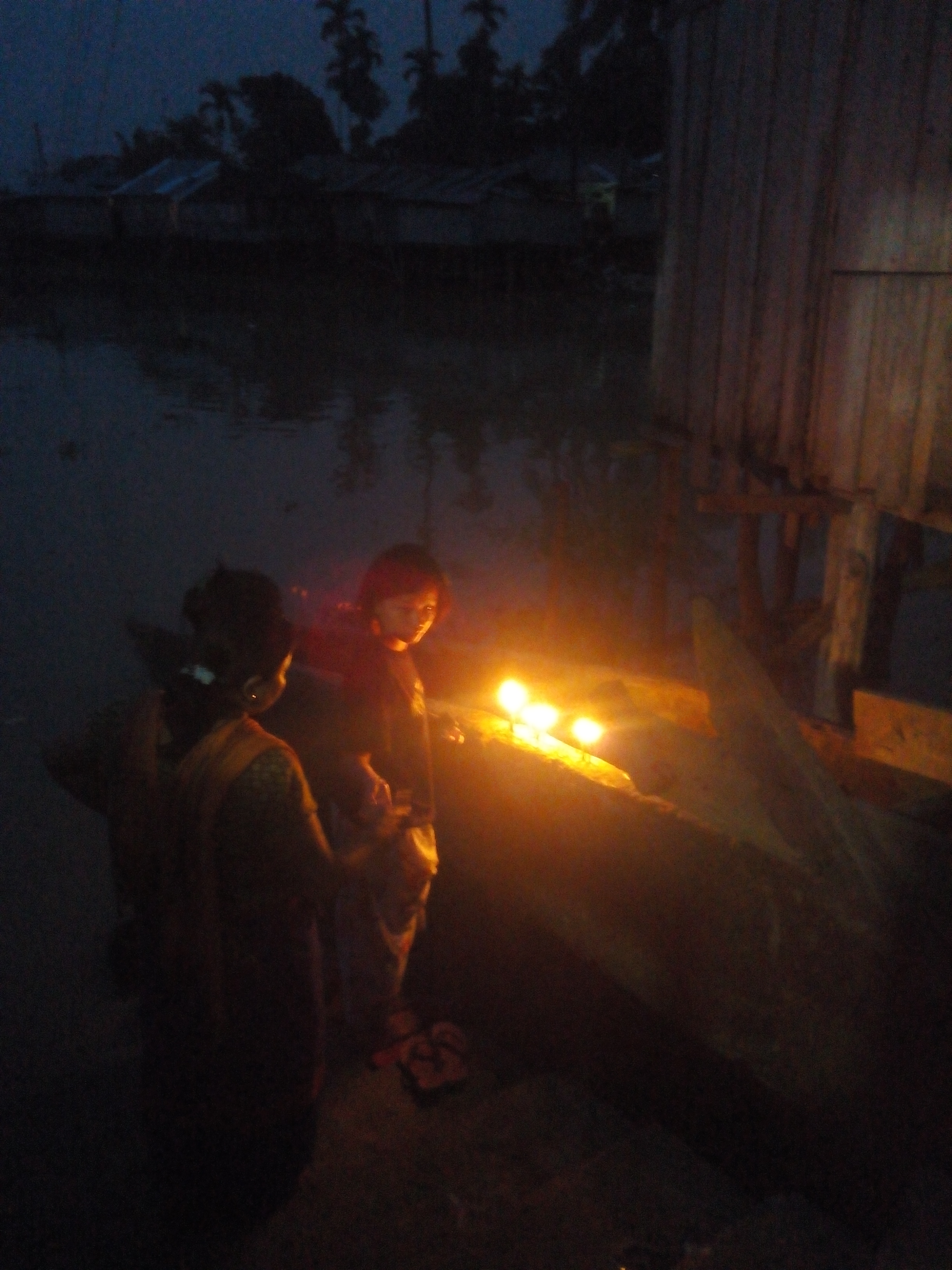
Prière au lac Kaptai